# 朝倉医師会病院
朝倉医師会病院（あさくらいしかいびょういん）は、一般社団法人朝倉医師会が福岡県朝倉市に設置する病院。福岡県災害拠点病院、地域医療支援病院、へき地医療拠点病院などに指定されている。

## 診療科
- 内科
- 消化器内科
- 循環器内科
- 呼吸器内科
- 小児科
- 外科
- 血管外科
- 呼吸器外科
- 整形外科
- 大腸・肛門外科
- 乳腺外科
- 眼科
- 皮膚科
- 泌尿器科
- 神経内科
- リハビリテーション科
- 放射線科
- 麻酔科

## 医療機関の指定・認定
- 保険医療機関[2]
- 労災保険指定医療機関[2]
- 指定自立支援医療機関（更生医療）[2]
- 指定自立支援医療機関（精神通院医療）[2]
- 身体障害者福祉法指定医の配置されている医療機関[2]
- 生活保護法指定医療機関（中国残留邦人等の円滑な帰国の促進並びに永住帰国した中国残留邦人等及び特定配偶者の自立の支援に関する法律（平成6年法律第30号）に基づく指定医療機関を含む。）[2]
- 指定小児慢性特定疾病医療機関[2]
- 難病の患者に対する医療等に関する法律（平成26年法律第50号）に基づく指定医療機関[2]
- 原子爆弾被害者指定機関[2]
- 原子爆弾被害者一般疾病医療機関[2]
- 地域医療支援病院[2]
- 災害拠点病院（地域[3]）[2]
- へき地医療拠点病院[2]
- 臨床修練病院等[2]
- がん診療連携拠点病院等[2]（地域がん診療病院[4]）
- 特定疾患治療研究事業委託医療機関[2]
- 在宅療養後方支援病院[2]
- DPC対象病院[2]
- 救急告示医療機関[2]
- 病院群輪番制参加医療機関[2]
- 公益財団法人日本医療機能評価機構認定病院[5]
- このほか、各種法令による指定・認定病院であるとともに、各学会の認定施設でもある。

## 交通アクセス
- 西鉄甘木線・甘木鉄道甘木線「甘木駅」より徒歩25分[6]
- 甘木観光バス「朝倉医師会病院」停留所下車[6]